# ليفادياكوس
نادي ليفادياكوس لكرة القدم (باليونانية: ΠΑΕ Λεβαδειακός)‏ هو نادٍ كرة قدم يوناني محترف، يلعب في الدوري اليوناني الدرجة الثانية، يقع مقره في ليفاديا في اليونان. صعد النادي إلى الدوري اليوناني لكرة القدم في موسم 2005-06، بعد عشرة مواسم في دوريات أقل، كان وصيف دوري الدرجة الثالثة في 2004-05. ثم هبط إلى بيتا إثنيكي مرة أخرى في 2006-07. وعاد إلى المستوى الأعلى في 2008-09. أنهى النادي فوق مستوى الهبوط بمركز واحد في ذلك العام، لكنه تراجع إلى الدرجة الثانية بعد إحتلال المركز الرابع عشر في موسم 2009-2010.

## التاريخ
تأسس نادي ليفادياكوس في عام 1961، عندما اندمج الناديان المحليان تروفونز وباليفادياكي في نادٍ أكبر. لعب ليفادياكوس بعد ذلك مباشرة في دوري الدرجة الثانية واقترب من الهبوط في كل موسم تقريبًا. رقي الفريق في الثمانينيات، احتفل اللاعبون وأنصار النادي بأول ترقية للفريق على الإطلاق إلى الدوري اليوناني لكرة القدم في مايو 1987. بقي ليفادياكوس هناك لمدة أربعة مواسم فقط، ولم يعد مرة أخرى إلا في 1994 و1995. تراجع ليفادياكوس كثيرًا بعد هبوطهم للمرة الثانية، حتى أنه كافح لانتزاع الصعود إلى الدرجة الثالثة. تغير كل شيء فجأة في عام 2005، ووصل الفريق مرة أخرى إلى الدوري اليوناني بعد عشر سنوات، لكنه هبط على الفور. اشترى ليفادياكوس في الصيف التالي العديد من اللاعبين الباهظين، وعين جورجي فاسيليف كمدرب. نجح فاسيليف في إيصال الفريق إلى الدوري الممتاز مرة أخرى، عانى الفريق في موسم 2007-08، لكنه تمكن من تجنب الهبوط مرة أخرى، ولكنه استقال من النادي وخلفه مومسيلو فوكوتيتش.

## ألوان والشعار
يحتوي شعار النادي على خطوط عمودية زرقاء وخضراء. ياتي اللون الأخضر من باليفادياكي والأزرق من تروفونز، وهما الناديان الذين اندمجا من أجل تأسيس ليفادياكوس. كان اللون الشائع لكلا الفريقين هو اللون الأبيض، والذي كان أيضًا اللون الأساسي الفريق في السنوات الأولى من تأسيسها.

## الملعب
بني ملعب ليفادياكوس في عام 1952ـ يقع الملعب في ليفاديا علي بعد حوالي 130 كم شمال غرب أثينا. يقع الملعب نفسه على الجانب الجنوبي من ليفاديا.

## اللاعبين

### تشكيلة الفريق
آخر تحديث 24 أكتوبر 2020.
ملاحظة: تشير الأعلام إلى المنتخب الوطني على النحو المحدد في قواعد الأهلية للفيفا. قد يحمل اللاعبون أكثر من جنسية واحدة غير تابعة للفيفا.
| الرقم | البلد      | المركز | اللاعب                                    |
| ----- | ---------- | ------ | ----------------------------------------- |
| 1     | اليونان    | حارس   | نيستوراس جيكاس                            |
| 3     | اليونان    | وسط    | ماريوس فيشوس                              |
| 4     | اليونان    | وسط    | جيورجوس نيكاس                             |
| 6     | اليونان    | وسط    | تريانتافيلوس تسابراس                      |
| 7     | اليونان    | مهاجم  | باناجيوتيس سيميليديس                      |
| 8     | ساحل العاج | وسط    | إيمانويل كوني (كابتن)                     |
| 9     | قبرص       | مهاجم  | نيستوراس ميتيديس                          |
| 11    | اليونان    | وسط    | جيورجوس مارينوس (معار من نادي أولمبياكوس) |
| 12    | هندوراس    | وسط    | ألفريدو ميخيا                             |
| 14    | اليونان    | وسط    | سيرافيم مانيوتيس (معار من نادي باوك)      |
| 16    | اليونان    | مدافع  | فانجيليس ثيوتشاريس (معار من باناثينايكوس) |
| 17    | اليونان    | مهاجم  | Tilemachos Karampas                       |
| 19    | إسبانيا    | وسط    | فرانسيسكو جوس بيردومو بورجيس              |
| 20    | ألبانيا    | مهاجم  | جيورجوس كاكو                              |

| الرقم | البلد        | المركز | اللاعب                                |
| ----- | ------------ | ------ | ------------------------------------- |
| 21    | اليونان      | وسط    | زيسيس كاراهاليوس                      |
| 22    | اليونان      | مدافع  | جيورجوس ميجاس                         |
| 23    | اليونان      | حارس   | جيانيس أنجيلوبولوس                    |
| 24    | اليونان      | مدافع  | باناجيوتيس لياجاس                     |
| 29    | فرنسا        | مهاجم  | الريتش ننومو                          |
| 30    | اليونان      | مدافع  | ستافروس باناجيوتو                     |
| 66    | اليونان      | مهاجم  | كريستوس تزيوراس                       |
| 70    | البرازيل     | مهاجم  | لوكاس بوليتو                          |
| 74    | اليونان      | مهاجم  | أنتونيس جيتانيديس (معار من نادي باوك) |
| 88    | الجبل الأسود | حارس   | Vuko Vujović                          |
| 96    | البرازيل     | وسط    | ماركولينو                             |
| 97    | صربيا        | حارس   | ستيفان ستويانوفيتش                    |
| 99    | اليونان      | حارس   | باناجيوتيس بيسيس                      |

### إعارة
ملاحظة: تشير الأعلام إلى المنتخب الوطني على النحو المحدد في قواعد الأهلية للفيفا. قد يحمل اللاعبون أكثر من جنسية واحدة غير تابعة للفيفا.
| الرقم | البلد   | المركز | اللاعب                                                      |
| ----- | ------- | ------ | ----------------------------------------------------------- |
| —     | نيجيريا | حارس   | إدوارد أوغببورأونايو (إلى بانافبلياكوس حتي 30 يونيو 2021)   |
| —     | اليونان | مهاجم  | فانجليس ماكريس (إلى اتروميتوس تشيليومودي حتي 30 يونيو 2021) |

## المدربين
| - تاكيس ليمونيس (1 يوليو 2005 – 30 يونيو 2006) - ساكيس تسيوليس (2006–07) - جورجي فاسيليف (1 يوليو 2007 – 3 مارس 2008) - مومسيلو فوكوتيتش (1 يوليو 2008 – 23 سبتمبر 2009) - كيكي هيرنانديز (25 سبتمبر 2009 – 1 مارس 2010) - ديميتريس فارانتوس (1 مارس 2010 – 17 سبتمبر 2010) - فاسيليس فوزاس (17 سبتمبر 2010 – 16 مارس 2011) - جيانيس باباكوستاس (16 مارس 2011 – 20 أغسطس 2011) - جيورجيوس باراستشوس (28 أغسطس 2011 – 22 مارس 2013) - جاسمينكو فيليتش (22 مارس 2013 – 25 أبريل 2013) - تاكيس ليمونيس (18 مايو 2013 – 14 أكتوبر 2013) - ديميتريس فارانتوس (14 أكتوبر 2013 – 21 أكتوبر 2013) | - نيكوس كاراجيورجيو (21 أكتوبر 2013 – 11 فبراير 2014) - سايڤاس بانتيليديس (12 فبراير 2014 – 9 فبراير 2015) - ابوستولوس مانتزيوس (9 فبراير 2015 – 10 يونيو 2016) - راتكو دوستانيك (15 يونيو 2016 – 5 يناير 2017) - جيانيس كريستوبولوس (7 يناير 2017 – 21 فبراير 2017) - ديميتريس فارانتوس (14 مارس 2017 – 30 يونيو 2017) - جوس انيجو (يونيو 30 2017 – مايو 9 2018) - ابوستولوس مانتزيوس (7 يونيو 2018 – 22 أكتوبر 2018) - جيوسيبي سانينو (22 أكتوبر 2018 – 21 يناير 2019) - نيكوس كاراجيورجيو (22 يناير 2019 – 11 مايو 2019) - ديميتريوس سبانوس (3 يوليو 2019 – الآن) |

## الطاقم

### طاقم الإدارة
| الوظيفة          | الاسم                                                      |
| ---------------- | ---------------------------------------------------------- |
| المالك           | أندرياس كولوكيثاس (59.93٪) كونستانتينوس كولوكيثاس (10.60٪) |
| الرئيس           | كونستانتينوس كولوكيثاس                                     |
| نائب الرئيس      | لامبروس بالوكاس                                            |
| الرئيس التنفيذي  | ديميتريس بانتيسكوس                                         |
| عضو مجلس الإدارة | جورجيوس تسابيس                                             |
| عضو مجلس الإدارة | باناجيوتا كيريازي                                          |
| عضو مجلس الإدارة | لوكاس كوترياريس                                            |

### الجهاز الفني
| الوظيفة           | الاسم             |
| ----------------- | ----------------- |
| مدرب              | سوتيريس أنتونيو   |
| مدرب لياقة بدنية  | توماس جانيتوبولوس |
| مدرب حراس المرمى  | كوستاس توسكاس     |
| اخصائي علاج طبيعي | لوكاس كرامانيس    |
| اخصائي علاج طبيعي | نيكوس باباثاناسيو |
| مدلك              | ثاناسيس نيكولاو   |
| مدلك              | غريغوريس يوانو    |
| الراعي            | ديميتريس باباداس  |

## روابط خارجية
- الموقع الرسمي
 باللغة اليونانية
- ليفادياكوس في الدوري الممتاز باللغة الإنجليزية
- ليفادياكوس في اليويفا